# Jan Lipfert
Jan Lipfert (* 8. Oktober 1977 in Frankfurt am Main) ist ein deutscher Physiker und Hochschullehrer. Seit 2024 ist er Professor am Institut für Physik der Universität Augsburg.

## Ausbildung
Lipfert besuchte das Friedrichsgymnasium Kassel, das er 1997 mit dem Abitur abschloss. Von 1997 bis 1998 leistete Lipfert seinen Wehrersatzdienst als Notfall-Medizintechniker beim Arbeiter-Samariter-Bund in Kassel. Danach studierte er Physik, Wirtschaftswissenschaft und Mathematik an der Ruprecht-Karls-Universität Heidelberg. Dort erlangte er im Jahr 2000 das Vordiplom in den Fächern Physik und Wirtschaft. Anschließend ging er an die Universität Uppsala, wo er 2001 seinen Filosofie Magister in Physik mit dem Nebenfach Mathematik erlangte. Der Titel seiner Magisterarbeit war "Radiation induced damage in serine phosphate – a model for strand breakage in DNA". Auch studierte er an der University of Illinois at Urbana-Champaign, wo er einen Masterabschluss mit den Schwerpunkten Mathematik, Biologie und Kondensierte Materie erlangte. Er promovierte 2008 auf dem Gebiet der Physik mit Schwerpunkt theoretische und experimentelle Biophysik an der Stanford University bei Sebastian Doniach. Das Thema seiner Dissertation war "Small-Angle X-Ray Scattering of RNA, Proteins, and Membrane Protein-Detergent Complexes".

## Beruf
Von 2002 bis 2007 arbeitete Lipfert als Wissenschaftlicher Assistent in Stanford im Labor von Sebastian Doniach. Von 2007 bis 2013 war er als Postdoc im Labor von Nynke Dekker an der Technischen Universität Delft beschäftigt. 2013 wurde er als Professor für Biophysik an die physikalische Fakultät der Ludwig-Maximilians-Universität München (LMU) berufen. Von 2013 bis 2022 war er dort am Lehrstuhl für Experimentelle Physik – Biophysik tätig. Von 2018 bis 2022 war er Prodekan der Fakultät für Physik an der LMU. 2022 wurde Lipfert an die Universität Utrecht berufen, wo er bis 2024 den Lehrstuhl für Experimental Biophysics & Bio-Inspired Materials an der Fakultät für Physik innehatte. Seit Juli 2024 ist er Professor für experimentelle Biophysik an der Universität Augsburg am Lehrstuhl für Experimentalphysik 1.

## Forschungsinteressen
Lipfert forscht zu den physikalischen Prinzipien, die biologische Prozesse und die Bausteine des Lebens steuern. Er entwickelt neuartige bioinspirierte Materialien, Geräte und biophysikalische Werkzeuge, so zum Beispiel Einzelmolekül-Magnetpinzetten, Rasterkraftmikroskop und Kleinwinkelstreuung, welche dabei helfen, Einblicke in die Struktur und Mechanismen der biologische Makromoleküle (DNA, RNA und Proteine) zu gewinnen. Diese verhalten sich wie biologische Maschinen, die dreidimensionale Strukturen annehmen, spezifische Wechselwirkungen eingehen, auf äußere Kräfte und Drehmomente reagieren und Konformationsübergänge durchlaufen, um biologische Funktionen auszuführen. Außerdem beschäftigt sich Lipfert mit Methoden und Anwendungen in der biomolekularen Nanotechnologie. Lipfert hat mehr als 150 Publikationen und einen h-Index von 44.

## Ämter, Mitgliedschaften
Seit 1999 ist Lipfert Mitglied der Deutschen Physikalischen Gesellschaft (DPG) und seit 2003 der Deutschen Gesellschaft für Biophysik. Lipfert ist seit 2013 Mitglied des Center for NanoScience (CeNS) München. 2014 und 2015 war er Mitglied der Auswahlkommission für den High School Science Prize. 2016 saß er im Einstellungsausschusses für Astrophysik und 2018 im Einstellungsausschuss für Nanophysik.

## Konferenzen und Kolloquien
Lipfert war an der Organisation mehrerer Konferenzen und Kolloquien beteiligt, darunter
- seit 2015: LMU-TUM Physikkolloquium
- 2012/2013: die Biophysical Society Molecular Biophysics Subgroup, als Vorsitzender
- 2015: die CeNS-Venedig-Konferenz, als Mitglied des Programmkomitees
- 2018: die Biophysics-Konferenz in Kloster Seeon, als Mitorganisator der Key Challenges
- 2018: die Small-Angle Scattering (SAS) Konferenz in den USA
- 2019: das Bio-Nano-Physics-Symposium in München[3]

## Tätigkeiten als Herausgeber und Gutachter
Lipfert ist als Herausgeber für die Scientific Reports und das Scientific World Journal tätig. Er schreibt Peer-Review-Rezensionen für viele Zeitschriften, darunter ACS Nano, ACS Omega, Analytical Chemistry, Analytical Methods, Angewandte Chemie, Biochemistry, Biochimica et Biophysica Acta, ChemBioChem, The EMBO Journal, Nano Letters, Nanoscale, Nature, Nature Methods, Nucleic Acids Research, PLOS ONE, Proceedings of the National Academy of Sciences of the United States of America, Physical Review, Scientific Reports und viele andere.
Lipfert arbeitet als Gutachter für die Deutsche Forschungsgemeinschaft, den Medical Research Council (UK), die Agence nationale de la recherche, das Oak Ridge National Laboratory, das Energieministerium der Vereinigten Staaten, die Katholieke Universiteit Leuven, Tenure-Ausschüsse mehrerer amerikanischer Universitäten und andere Institutionen.

## Engagement in der Lehre
Von 2003 bis 2007 war Lipfert Studentenvertreter im Graduate Studies Committee, Fachbereich Physik, Stanford University. Seit 2014 ist er Vertrauensdozent der Studienstiftung des deutschen Volkes. Seit 2016 organisierte er die Seminarreihe „Meet the Speaker“ des Physikkolloquiums. 2017 arbeitete er als Dozent für das Probestudium Physik und organisierte das Physik-Fakultäts-Retreat. seit 2018 ist er Mitglied der Studienzuschusskommission und seit 2019 Mitglied der Kommission Lehre. Lipfert betreute zahlreiche Bachelor- und Master-Studenten, Doktoranden, Postdocs und Habilitanden.
Lipfert hält Vorlesungen auf den Gebieten der Physik und Biophysik. Während der Corona-Pandemie veröffentlichte er seine Physik-Vorlesungen auf YouTube, wo sie seither verfügbar sind und frei heruntergeladen werden können.

## Auszeichnungen und Anerkennung
Lipfert gewann zahlreiche Preise, Auszeichnungen und Stipendien, darunter vordere Plätze beim Deutschen Meisterschaftsrudern und beim Bundeswettbewerb Fremdsprachen, Lipfert spricht außer Deutsch auch Englisch, Holländisch, Französisch, Schwedisch, Spanisch und Latein. Außerdem erhielt er Stipendien von der Stiftung der Deutschen Wirtschaft, vom Erasmus-Programm, vom Fulbright-Programm, von der Studienstiftung des deutschen Volkes und viele andere. Mehrere Preise und Auszeichnungen erhielt er für seine Leistungen auf dem Gebiet der akademischen Lehrtätigkeit, die ihm besonders am Herzen liegt.

## Veröffentlichungen (Auswahl)
- Jan Lipfert: Parallelized Magnetic Torque Tweezers Probe DNA Mechanics and Viral Integration, 2018, Biophysical Journal, Band 114 online
- Jan Lipfert, Sebastian Doniach, Rhiju Das, Daniel Herschlag: Understanding nucleic acid–ion interactions, 2014, Annual review of biochemistry, Band 83 online
- Jan Lipfert, Jacob WJ Kerssemakers, Tessa Jager, Nynke H Dekker: Magnetic torque tweezers: measuring torsional stiffness in DNA and RecA-DNA filaments, 2010, Nature methods, Band 7 online
- Jan Lipfert, Xiaomin Hao, Nynke H Dekker: Quantitative modeling and optimization of magnetic tweezers, 2009, Biophysical journal, Band 96 online
- Jan Lipfert, Sebastian Doniach: Small-angle X-ray scattering from RNA, proteins, and protein complexes, 2007, Annu. Rev. Biophys. Biomol. Struct., Band 36 online

## Online-Vorlesungen bei Youtube
- Messen und Messfehler - LMU PN1 - 2. Vorlesung - WS2020/21 auf YouTube, 4. November 2020, abgerufen am 11. August 2023.
- Bewegungen & Newtonsche Axiome - LMU PN1 - 3. Vorlesung - WS2020/21 auf YouTube, 10. November 2020, abgerufen am 11. August 2023.
- Zentripetalkraft & Reibung - LMU PN1 - 4. Vorlesung - WS2020/21 auf YouTube, 17. November 2020, abgerufen am 11. August 2023.
- Energie - LMU PN1 - 5. Vorlesung - WS2020/21 auf YouTube, 25. November 2020, abgerufen am 11. August 2023.
- Impuls - LMU PN1 - 6. Vorlesung - WS2020/21 auf YouTube, 2. Dezember 2020, abgerufen am 11. August 2023.
- Drehbewegungen - LMU PN1 - 7. Vorlesung - WS2020/21 auf YouTube, 11. Dezember 2020, abgerufen am 11. August 2023.
- Fluidmechanik - LMU PN1 - 8. Vorlesung - WS2020/21 auf YouTube, 7. Januar 2021, abgerufen am 11. August 2023.
- Schwingungen - LMU PN1 - 9. Vorlesung - WS2020/21 auf YouTube, 14. Januar 2021, abgerufen am 11. August 2023.
- Wellen- LMU PN1 - 10. Vorlesung - WS2020/21 auf YouTube, 21. Januar 2021, abgerufen am 11. August 2023.
- Thermodynamik & statistische Physik - LMU PN1 - 11. Vorlesung - WS2020/21 auf YouTube, 29. Januar 2021, abgerufen am 11. August 2023.
- Spezielle Relativitätstheorie - LMU PN1 - 12. Vorlesung - WS2020/21 auf YouTube, 4. Februar 2021, abgerufen am 11. August 2023.